# Fort Louis (Grande-Terre)
Pour les articles homonymes, voir Fort Louis.
Le fort Louis, aussi appelé fort L'Union, est une fortification de Grande-Terre en Guadeloupe.
Il a été inscrit (1992) puis classé monument historique par arrêté du 15 décembre 1997.
Il se situe dans la commune du Gosier, sur le morne l'Union.

## Histoire
Le fort est destiné à protéger l'accès au Petit Cul-de-sac marin, qui, avec la Rivière Salée, est une séparation entre la Basse-Terre et la Grande-Terre. La décision de le construire est prise en 1686 conjointement par le gouverneur de la Guadeloupe, Hinselin, et par le gouverneur général Blénac. La construction démarre en 1692, sous la direction de l'ingénieur Jean-Baptiste de Caylus.
La première construction est en bois, protégée par une double rangée de pieux entre lesquels l'espace est comblé par de la terre. Les ingénieurs Houël puis de Bury réaménagent la fortification à partir de 1734, ils font rebâtir les murs d'escarpe en maçonnerie et les flanquent de plusieurs bastions, ce qui donne à la construction une forme étoilée. Les aménagements ultérieurs prévus se heurtent à des difficultés financières et climatiques : trois ouragans sévissent en Guadeloupe, en 1738, 1740 et 1742. Le fort est complété entre 1743 et 1758 par plusieurs bâtiments : une caserne, un corps de garde, une poudrière, auxquels s'ajoutent, après la guerre de Sept Ans, une nouvelle caserne, une citerne et une boulangerie. L'ensemble présente alors une configuration stellaire à la Vauban.
Le fort est cependant dépourvu de fossé, de chemin couvert, ou de contrescarpe. Il ne résiste pas à l'attaque des Anglais en 1759. La France le récupère après le traité de Paris en 1763, en partie démantelé. Le gouverneur Bourlamaque charge l'ingénieur Rochemore de lui ajouter deux batteries extérieures et des redoutes.
Le fort sera par la suite abandonné, notamment à cause de la construction du fort Fleur d'épée,,. Durant le XXe siècle des projets sont élaborés pour le rétablir mais sont tous, en raison des coûts, abandonnés.

## Galerie

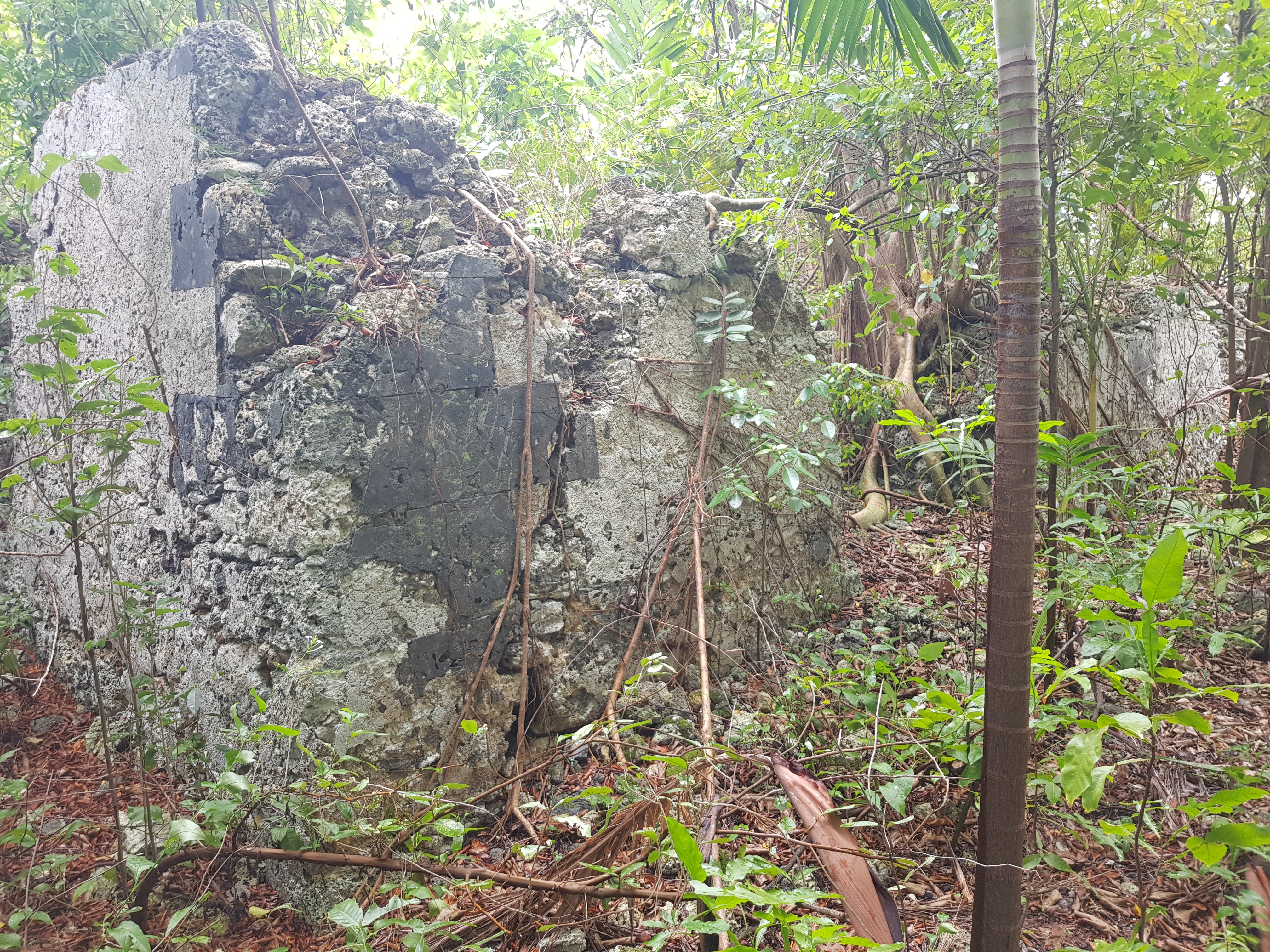
Ruines intérieures
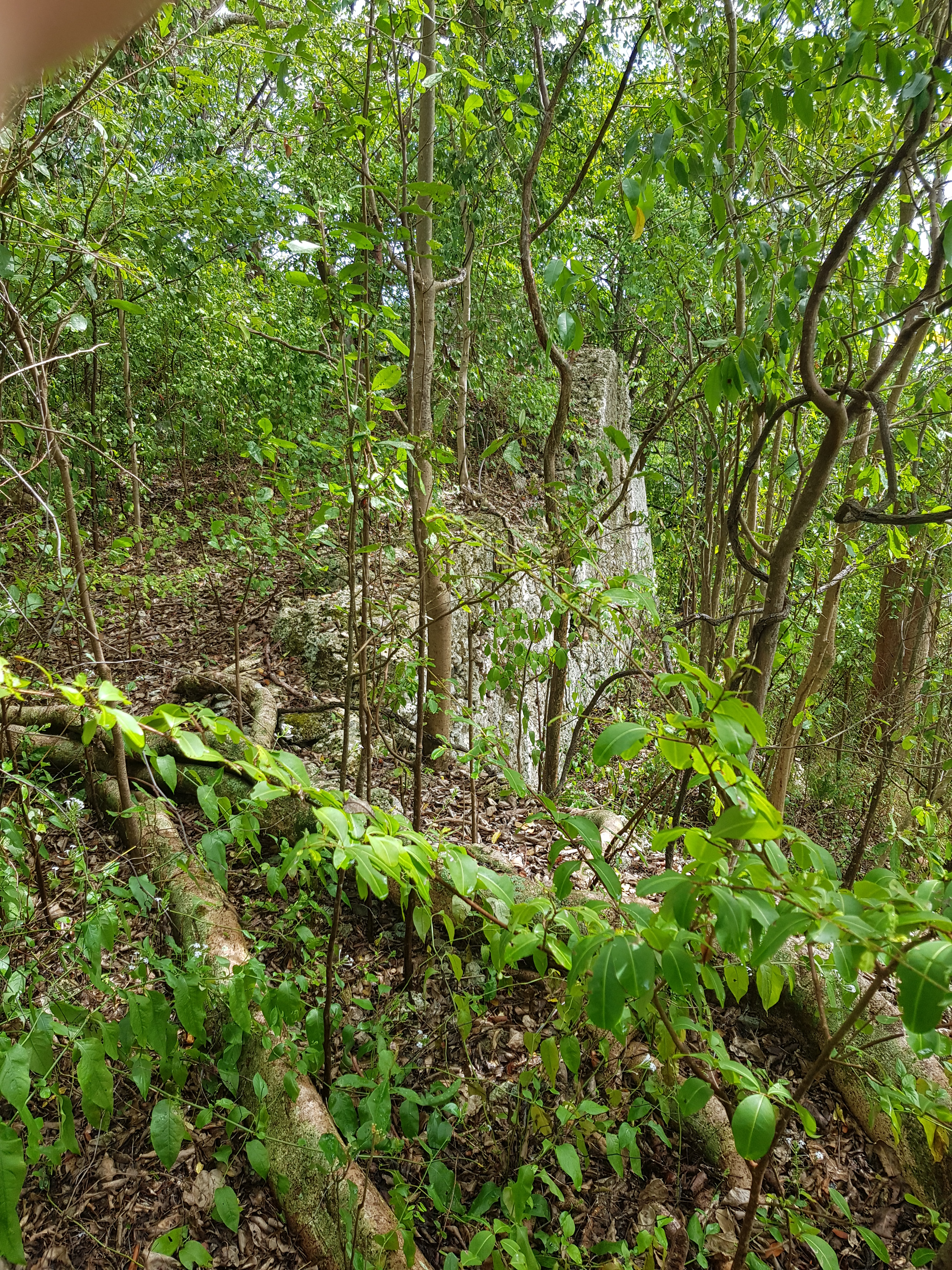
Ruines du mur d'enceinte
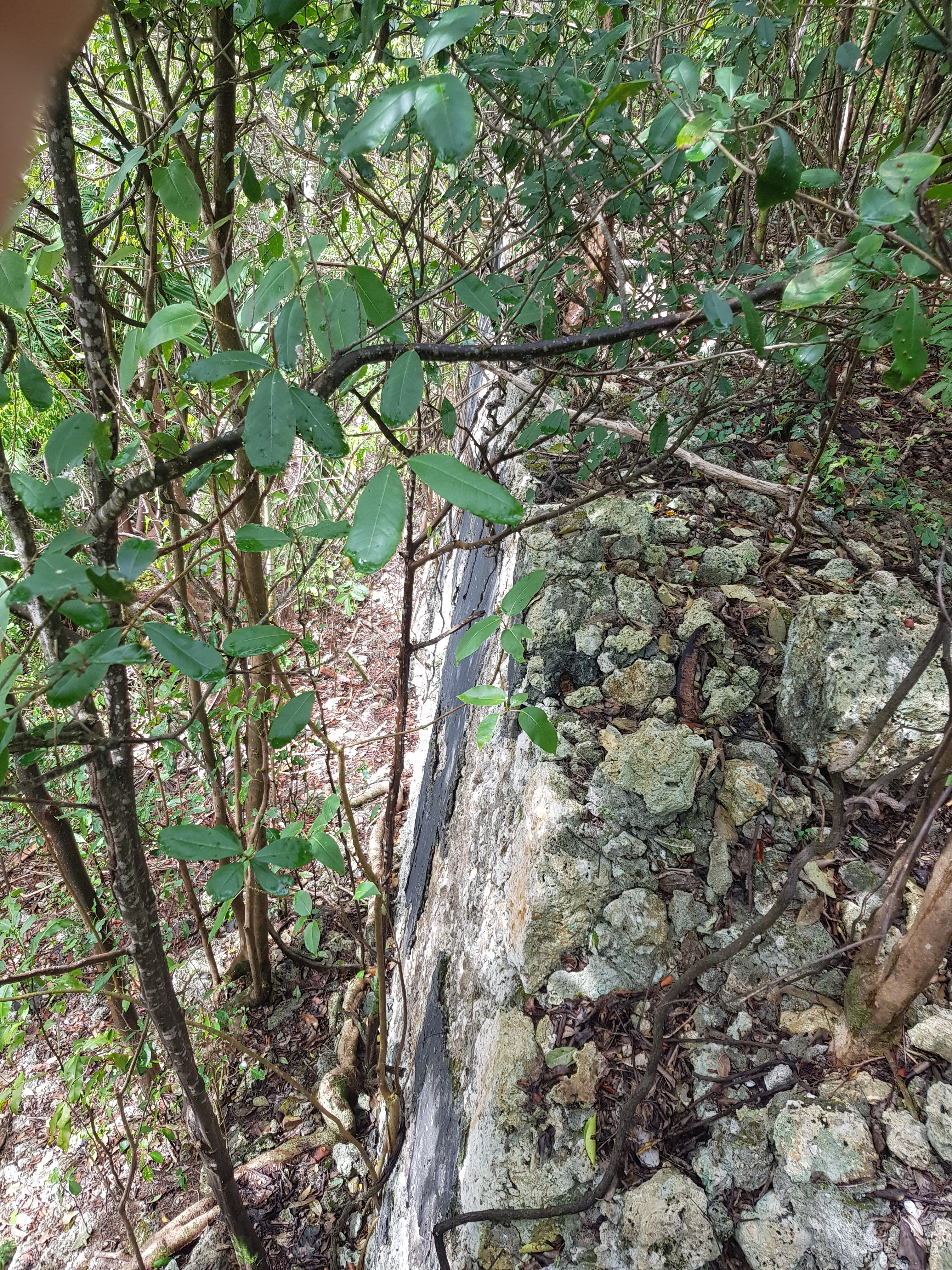
Ruines du mur d'enceinte
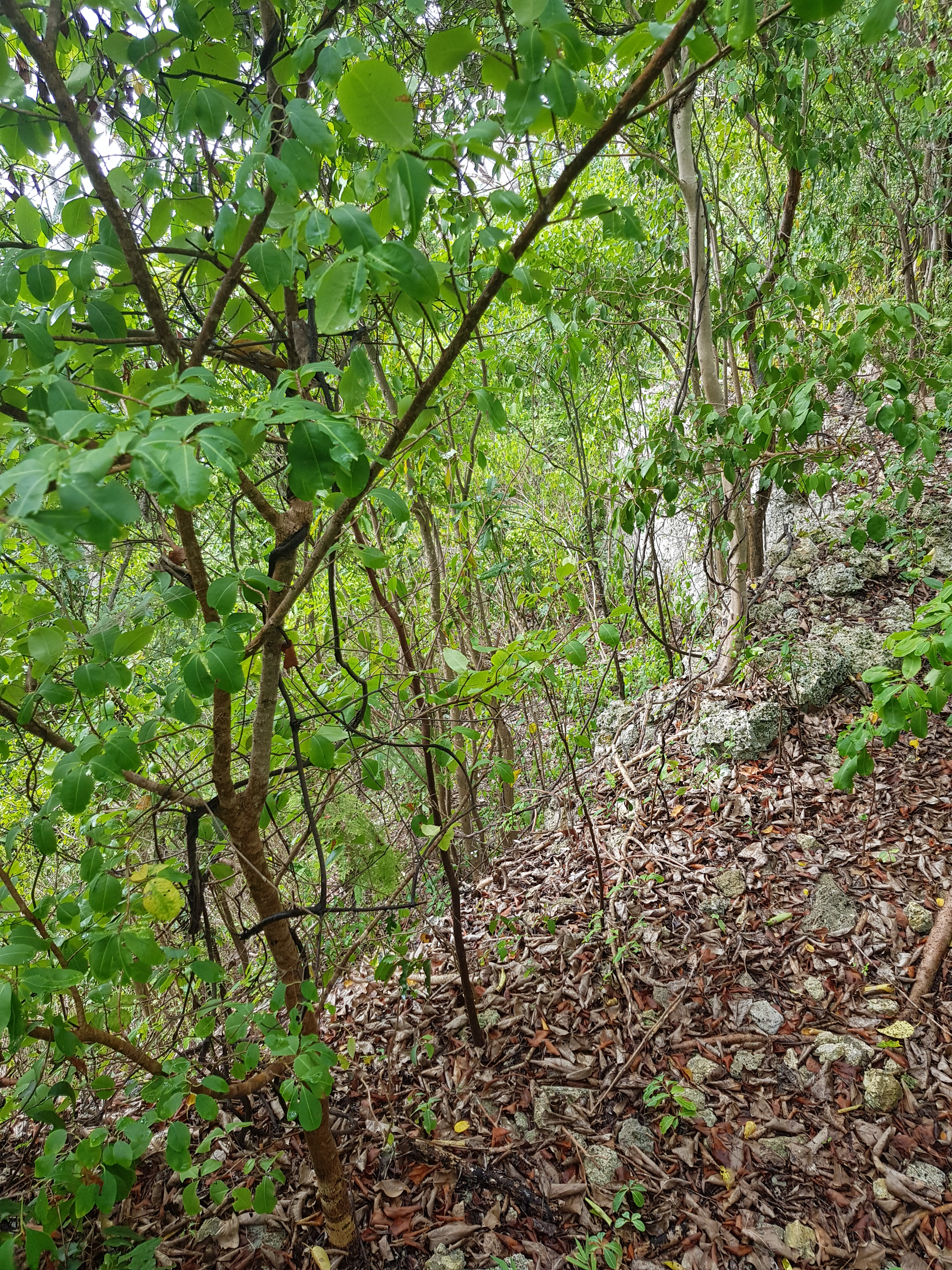
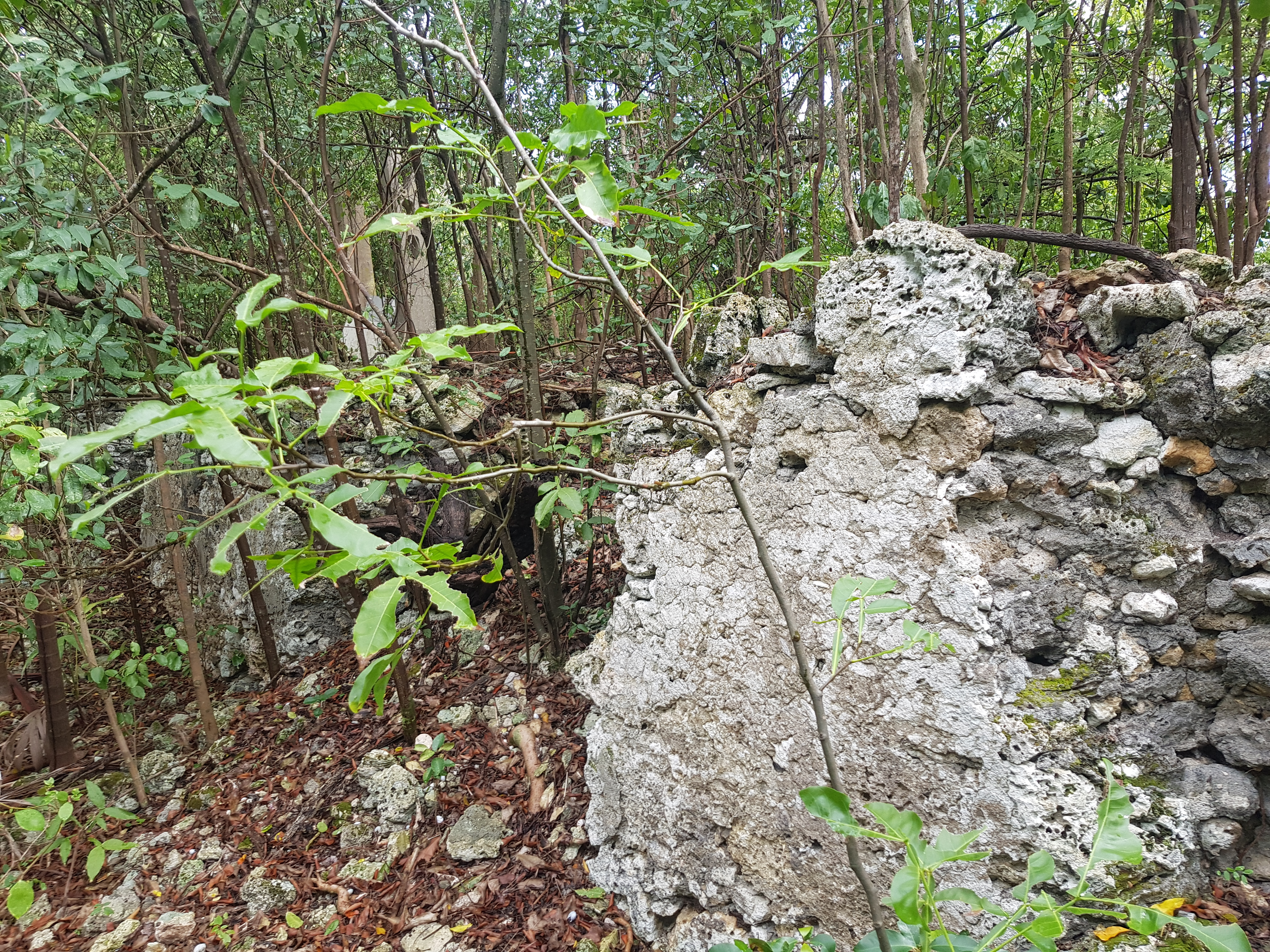
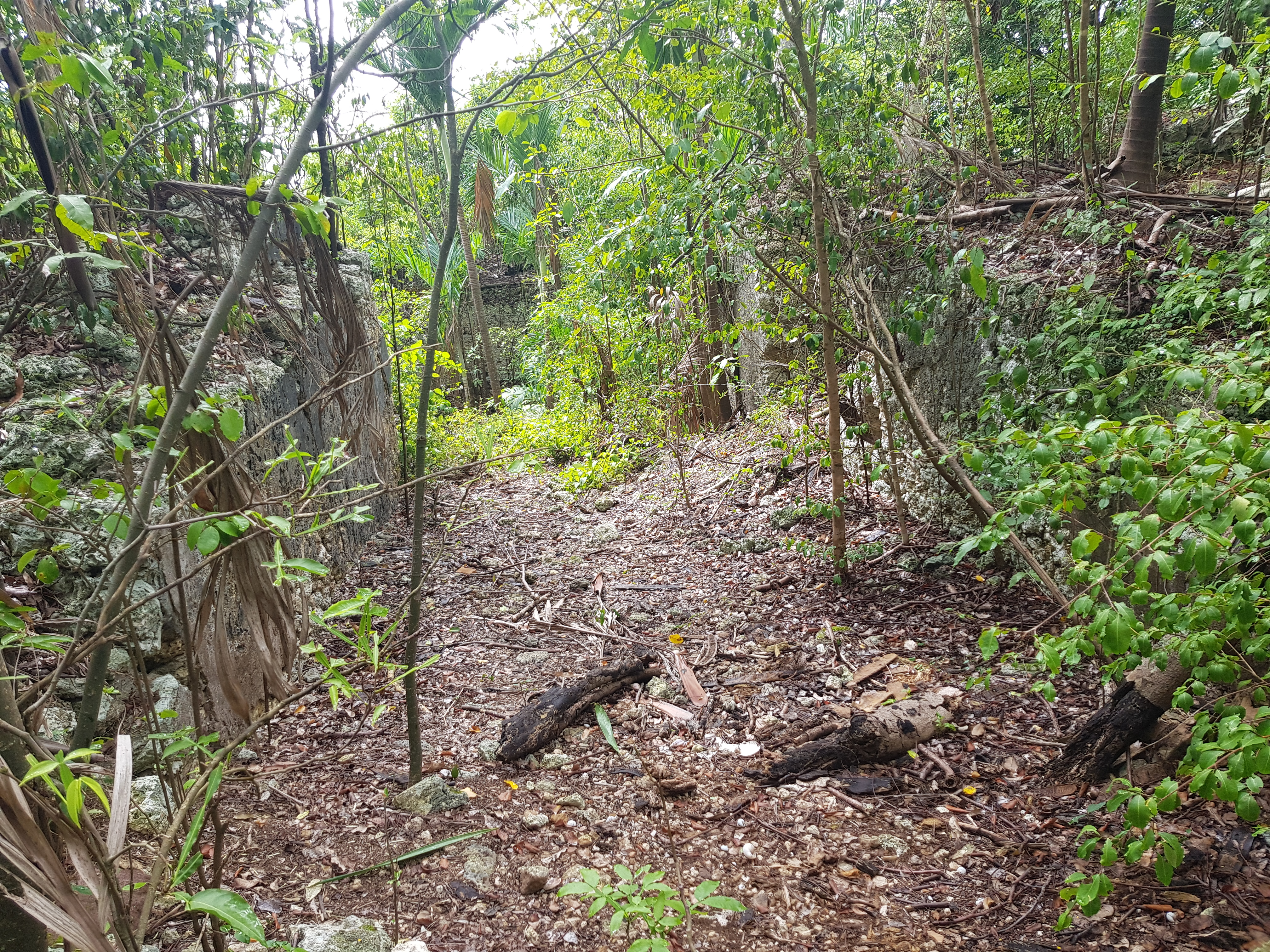
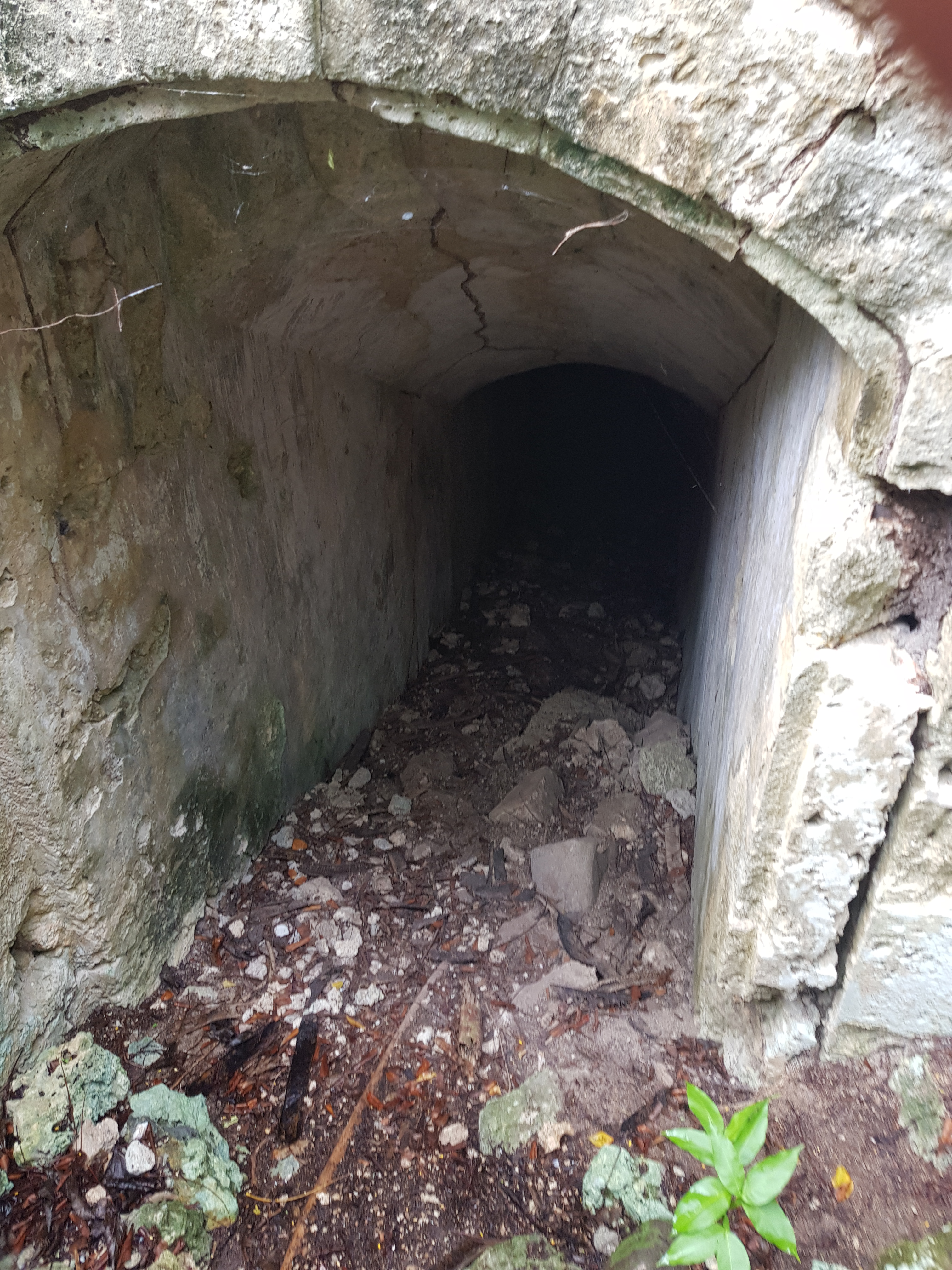
Entrée d'une galerie
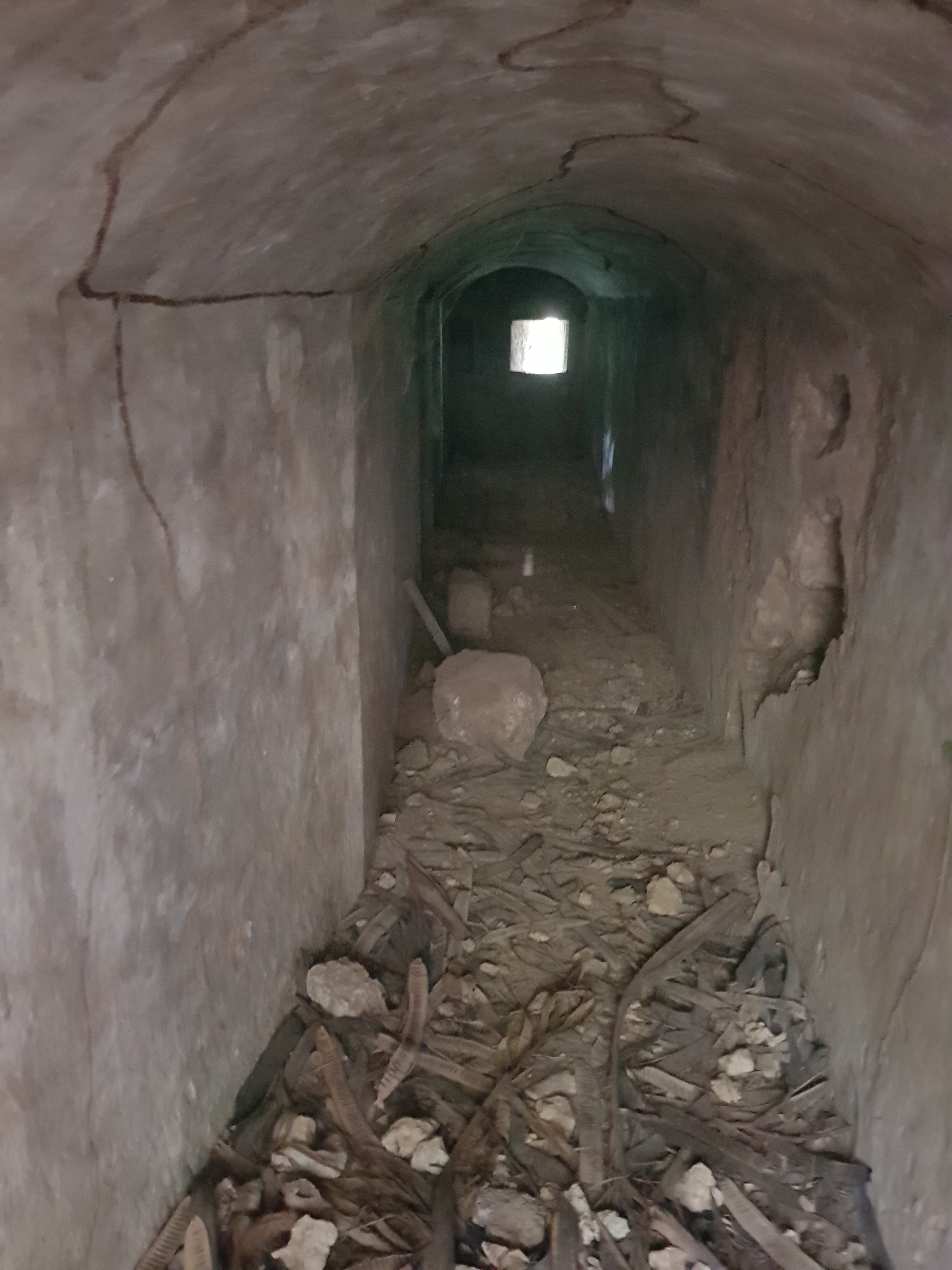
Intérieur
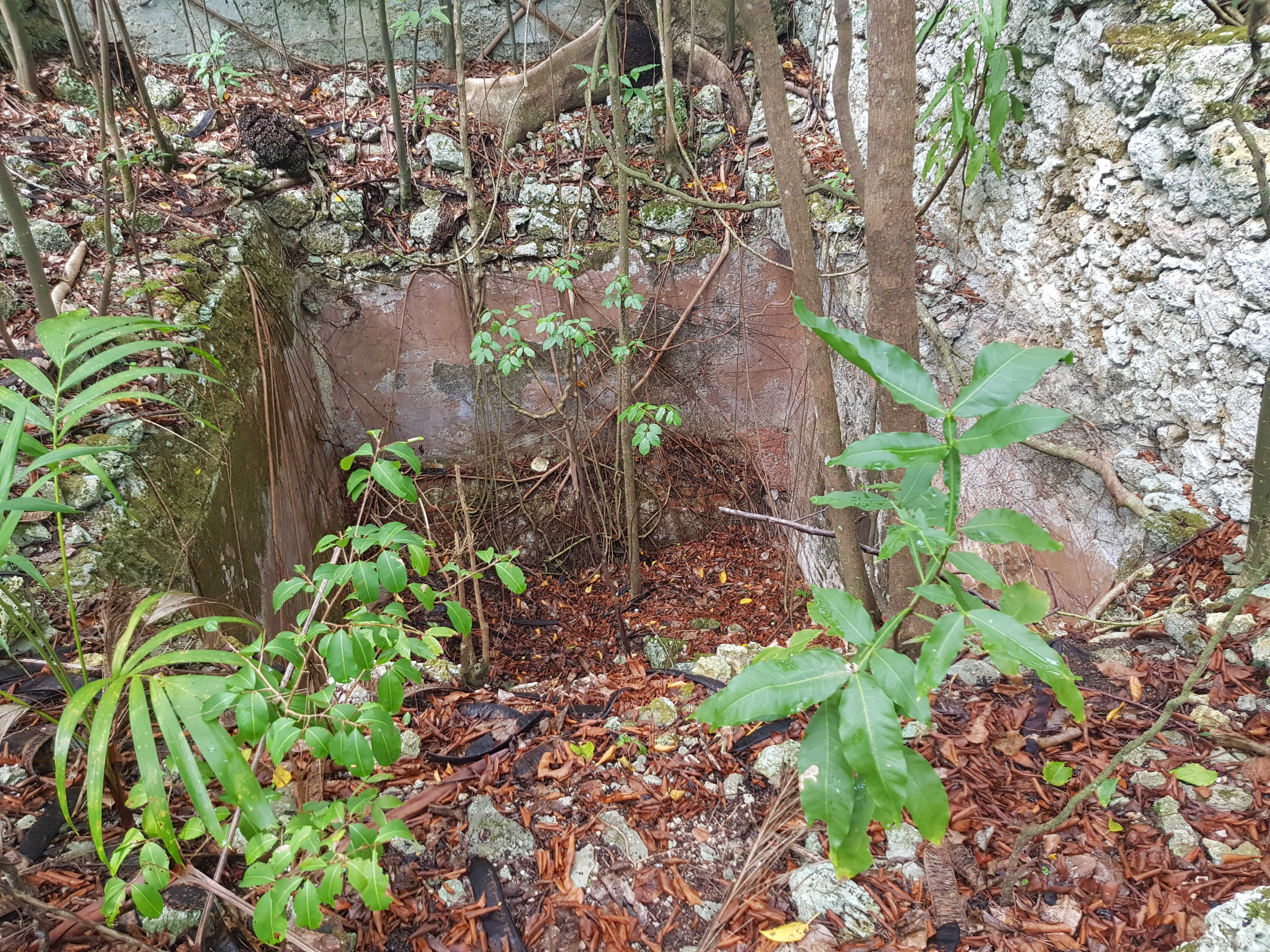
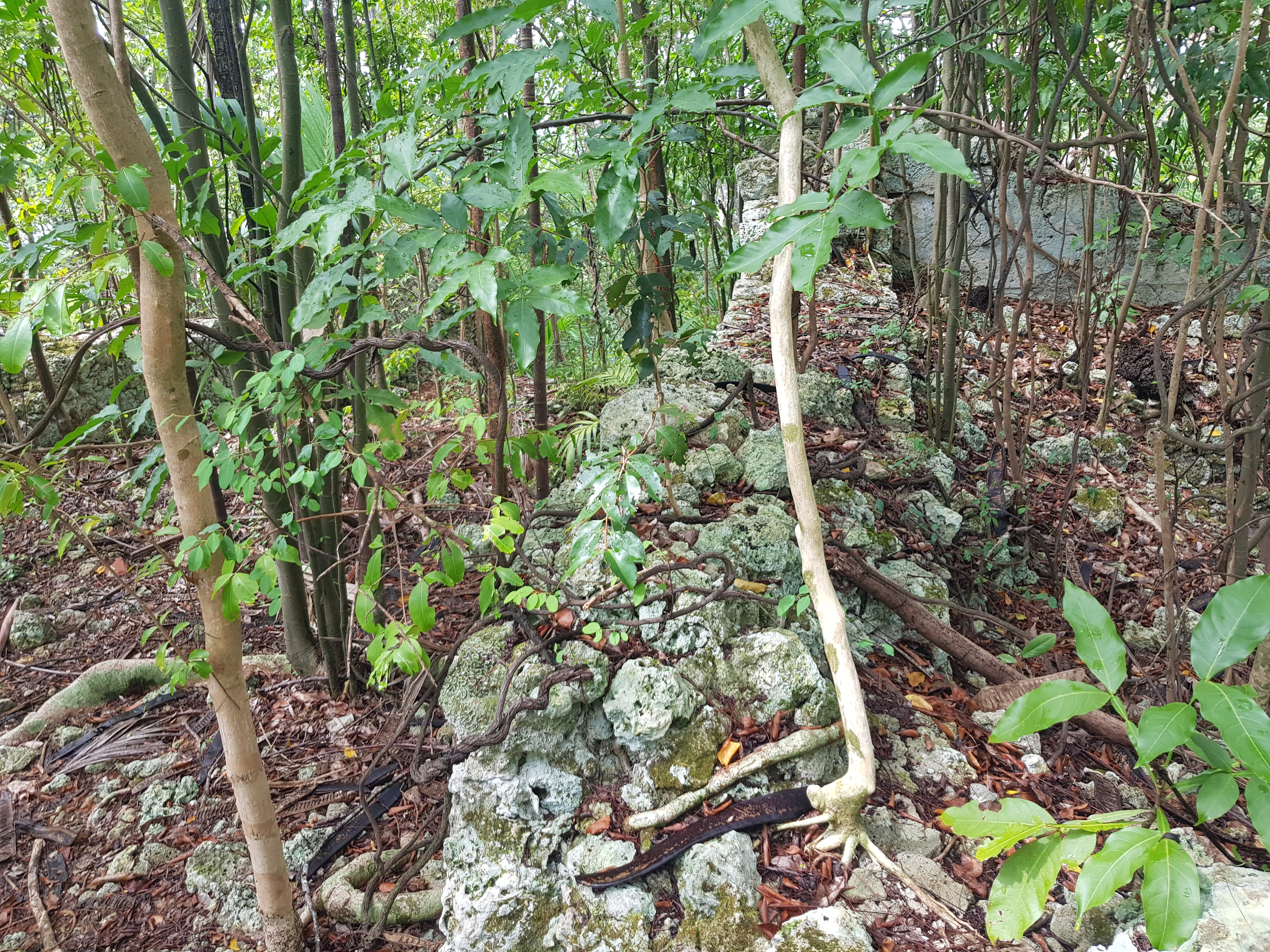